# Pouillot siffleur
Phylloscopus sibilatrix
Espèce
Statut de conservation UICN

 LC  : Préoccupation mineure
Le Pouillot siffleur (Phylloscopus sibilatrix) est une espèce de passereaux appartenant à la famille des Phylloscopidae.

## Description

Le Pouillot siffleur mesure environ 11 à 13 centimètres de long, a une envergure de 19 à 24 centimètres et pèse de 8 à 13 grammes. Le petit oiseau a un ventre blanc, une gorge jaune et une bande jaune au-dessus des yeux, son dos est vert et sa poitrine est blanc jaunâtre. Les mâles et les femelles ont la même coloration. L'espérance de vie est de huit ans. Le pouillot siffleur est le plus grand de tous les pouillots à bec large indigènes.

## Chant et cris
Son appel sonne quelque chose comme "sib" ou "tuh". Le chant se compose de deux vers, qui sont également chantés indépendamment l'un de l'autre : Le premier, très caractéristique, ressemble à un démarrage de machine à coudre, et le second est un "duh-duh-duh ..." descendant.

## Répartition et habitat
Le Pouillot siffleur est un oiseau nicheur de la ceinture de forêts de feuillus du Paléarctique occidental et un oiseau migrateur de longue distance. Il vit dans des forêts clairsemées de feuillus et mixtes, des hêtraies et des parcs. Son aire de répartition s'étend de la Grande-Bretagne au sud-est de la Norvège et de la Suède, et de la Finlande à l'extrémité occidentale de la Sibérie. La limite sud de la distribution passe par le sud de la France et le sud de la Bulgarie, la Moldavie et l'Ukraine. En Europe centrale, le Pouillot siffleur est très répandu dans les forêts de feuillus et se rencontre depuis les basses terres jusqu'à l'étage montagnard. Dans le canton du Jura, en Suisse, il est présent sporadiquement jusqu'à 1400 mètres d'altitude, alors que dans les Alpes, il dépasse rarement 1300 mètres.
D'avril à septembre, il est présent dans presque toute l'Europe centrale, ses quartiers d'hiver se trouvent en Afrique tropicale. Le moment du départ et la direction de la migration sont innés.

## Alimentation
Le Pouillot siffleur se nourrit d'araignées, de mouches, de mollusques, d'insectes et de leurs larves. En automne, il mange occasionnellement des baies.

## Reproduction

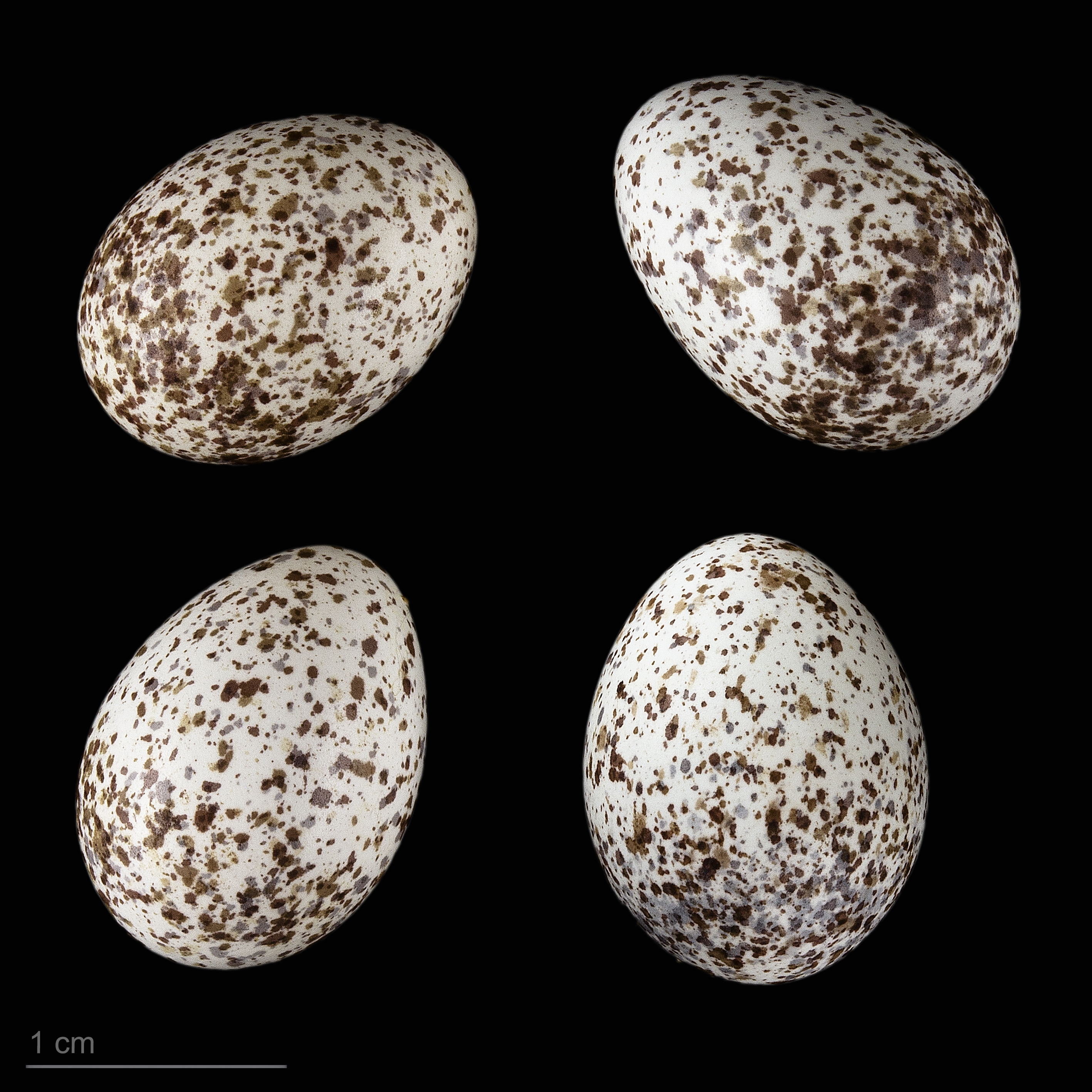
Phylloscopus sibilatrix - MHNT

La maturité sexuelle intervient après un an. Les Pouillots siffleurs vivent principalement en couple monogame pour le temps d'une couvaison ou d'une saison. Après le début de l'incubation, entre trente et soixante pour cent des mâles accouplés commencent à courtiser une deuxième femelle dans un deuxième territoire plus petit.
La principale saison de reproduction est de mai à juillet. La femelle crée le nid toute seule. Le nid en forme de four, construit à partir de tiges et d'herbe, est bien caché dans le sous-bois. La femelle pond en moyenne six ou sept œufs, qui sont incubés pendant 12 à 14 jours. Les jeunes oiseaux restent au nid pendant 12 à 13 jours après l'éclosion. La population européenne est estimée à environ sept millions de couples reproducteurs.

## Bio indicateur
Le Pouillot siffleur pourrait être un bon indicateur de la richesse de la structure verticale des forêts de feuillus, selon une étude récente qui a comparé l'utilisation de hêtraies et chênaies par cet oiseau dans les Ardennes belges. Le Pouillot siffleur, selon cette étude choisit son habitat non en fonction de sa composition mais selon sa structure. Ce pouillot préfère les futaies où le couvert est élevé (80 % et plus), mais disposant d'une strate arbustive bien développée et riche en perchoirs. Il préfère les hêtraies complexes (riches en strates, dont arbustive et/ou incluant de la régénération naturelle), mais peut nicher préférentiellement dans la chênaies, voire dans des boulaies, où la strate arbustive n’est pas trop développée, quand la hêtraie est pauvre en strates intermédiaires (comme dans les Ardennes belges).

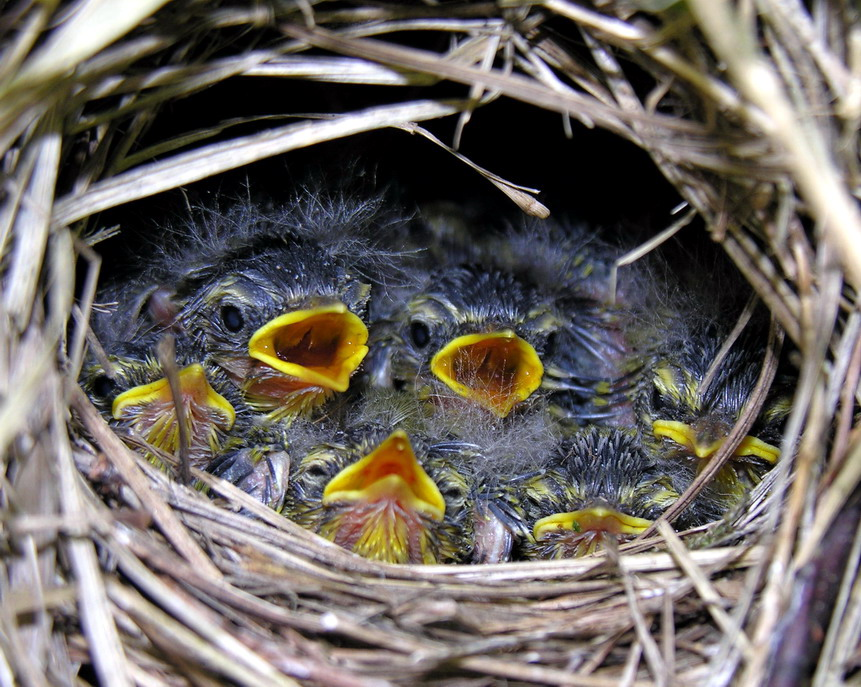
Une couvée